# Peter Gojowczyk
Peter Gojowczyk (* 15. Juli 1989 in München) ist ein ehemaliger deutscher Tennisspieler.

## Leben und Karriere

### Bis 2009: Erste Erfolge bei Future-Turnieren
Peter Gojowczyk begann im Alter von vier Jahren, Tennis zu spielen. Nachdem er 2005 einige Turniere als Junior gespielt hatte, wechselte er 2006 ins Profilager und spielte von da an zunächst auf der Future Tour. Im September und Oktober 2007 gewann er in Mexiko seine ersten beiden Titel und stieg dadurch in die Top 500 der Tennis-Weltrangliste ein.
Anfang 2008 folgten in Österreich zwei weitere Future-Titel, wonach Gojowczyk zunehmend auch an Challenger-Turnieren teilnahm. Dort kam er jedoch zunächst nie über die zweite Runde hinaus. In München und Halle versuchte er erstmals, sich für ATP-Turniere zu qualifizieren, schaffte jedoch nicht den Sprung ins Hauptfeld. Im September 2008 konnte Peter Gojowczyk in Indien und Thailand innerhalb von drei Wochen drei Future-Titel gewinnen und stieß daraufhin erstmals in die Top 300 der Weltrangliste vor.
Der endgültige Durchbruch ließ jedoch noch weiter auf sich warten. Im September 2009 fiel Gojowczyk kurzzeitig bis auf Rang 619 der Weltrangliste zurück. Unter anderem durch seine erste Challenger-Viertelfinalteilnahme in Eckental, wo er unter anderem den ehemaligen Top-20-Spieler Dominik Hrbatý besiegte, schaffte er es jedoch bis zum Jahresende zurück in die Top 400.

### 2010–2011: ATP-Debüt, Sieg bei den Deutschen Meisterschaften und erstes Challenger-Finale
Der erste Höhepunkt des Jahres 2010 erfolgte für Peter Gojowczyk im Mai beim ATP-Turnier in München, wo er sich erstmals für ein ATP-Hauptfeld qualifizieren konnte. Gegen den an Position 5 gesetzten Marcos Baghdatis konnte er sogar den ersten Satz gewinnen, musste sich aber letztlich in drei Sätzen dem späteren Halbfinalisten geschlagen geben. Im weiteren Saisonverlauf folgten noch zwei Challenger-Viertelfinals in Oberstaufen und Bangkok, dabei konnte er unter anderem den Top-100-Spieler Andreas Beck besiegen. Zum Jahresabschluss gewann Peter Gojowczyk in Biberach durch einen Finalsieg über Kevin Deden die Deutsche Tennismeisterschaften.
Im August 2011 schaffte Peter Gojowczyk seinen bis dahin größten Erfolg: Beim Challenger-Turnier in Manerbio zog er als Qualifikant ohne Satzverlust bis ins Finale ein und besiegte dabei mit Thiemo de Bakker und Martin Kližan zwei gesetzte Spieler. Im Finale gewann er gegen Adrian Ungur den ersten Satz, verlor das Match aber letztlich knapp in drei Sätzen. Im weiteren Saisonverlauf erreichte Gojowczyk noch zwei weitere Challenger-Viertelfinals und beendete die Saison auf seiner bislang besten Platzierung 241.

### 2012–2016: Grand-Slam-Debüt und erste Erfolge auf der ATP World Tour
Im Januar 2012 nahm Peter Gojowczyk bei den Australian Open erstmals an der Qualifikation zu einem Grand-Slam-Turnier teil. Durch drei glatte Zweisatzsiege, unter anderem über den an Position 2 gesetzten Grega Žemlja, qualifizierte er sich souverän und traf in der ersten Hauptrunde auf Donald Young. Nachdem er die ersten beiden Sätze glatt verloren hatte, kämpfte er sich zurück ins Match und in den entscheidenden fünften Satz, welchen er jedoch mit 2:6 gegen den Favoriten verlor.
Im April 2012 erreichte Peter Gojowczyk das Halbfinale beim Challenger-Turnier in Saint-Brieuc. Gegen Augustin Gensse verlor er trotz Satzführung das Spiel in drei Sätzen. Zuvor siegte er unter anderem gegen die beiden gesetzten Franzosen Kenny de Schepper und Maxime Teixeira. Durch dieses Ergebnis landete er in der daraufhin veröffentlichten Weltrangliste mit Position 194 erstmals unter den Top 200. Im September gewann er in Ningbo seinen ersten Challenger-Titel. Bei den US Open 2013 erreichte Gojowczyk durch einen Viersatz-Sieg gegen den Niederländer Igor Sijsling erstmals die zweite Runde eines Grand-Slam-Turniers. Im August 2013 stand er erstmals in seiner Karriere unter den Top 150 der Weltrangliste im Herren-Einzel.
Zu Beginn des Jahres 2014 stand Gojowczyk in Doha nach überstandener Qualifikation und Siegen über Dominic Thiem, Philipp Kohlschreiber und Dustin Brown erstmals im Halbfinale eines ATP-250-Turniers, scheiterte dann aber knapp am Weltranglistenersten Rafael Nadal mit 6:4, 2:6 und 3:6. Anschließend spielte er als Qualifikant erstmals im Hauptfeld der Australian Open, schied allerdings in der ersten Runde aus. Unmittelbar danach gewann er in Heilbronn seinen zweiten Challenger-Titel. In Halle erreichte er im Juni das Viertelfinale, bei den US Open die zweite Runde. Zum Ende der Saison gewann er das Challenger-Turnier von Bratislava und erreichte mit Platz 79 in der Weltrangliste seine bis dahin beste Position.
2015 konnte Gojowczyk keine guten Ergebnisse bei größeren Turnieren erzielen und spielte deshalb wieder verstärkt auf der Challenger-Tour. Dort gewann er im September das Turnier von Nanchang und erreichte das Halbfinale von Ningbo. 2016 erreichte er bei vier weiteren Challenger-Turnieren das Halbfinale, sein bestes Ergebnis auf der ATP World Tour war die 2. Runde im September beim ATP-250-Turnier von Metz, wo er dem topgesetzten Dominic Thiem unterlag.

### 2017–2018: Erster ATP-Titel und zwei weitere Finalteilnahmen
Zu Beginn des Jahres 2017 gewann Gojowczyk das Challenger-Turnier von Happy Valley und stand im Finale von Quimper. In Indian Wells qualifizierte er sich erstmals für ein Masters-Turnier und erreichte wie auch in Wimbledon die zweite Runde. In Newport stand er im Juli zum zweiten Mal in seiner Karriere im Halbfinale eines ATP-250-Turniers. Seinen ersten Titelgewinn auf der ATP Tour konnte er dann im September feiern, als er das ATP-250-Turnier in Metz gewann. Als Qualifikant gestartet, besiegte er im Endspiel Benoît Paire in zwei Sätzen und rückte in der Weltrangliste dadurch auf Rang 66 vor.
Die Saison 2018 begann recht erfolgreich für Gojowczyk. Nach zwei Viertelfinals in Doha und Auckland erreichte er erstmals die zweite Runde bei den Australian Open. Im Februar spielte er sich beim ATP-250-Turnier von Delray Beach bis ins Finale, das er in zwei Sätzen gegen Frances Tiafoe verlor. Nach einigen eher weniger erfolgreichen Turnieren kam er im Mai in Rom erstmals in die dritte Runde eines Masters-Turniers. In der Folgewoche erreichte er in Genf nach Siegen gegen David Ferrer und Fabio Fognini sein zweites Finale der Saison, das er diesmal in zwei Sätzen gegen Márton Fucsovics verlor. Ende Juni erreichte er mit Rang 39 in der Weltrangliste eine neue Höchstplatzierung. Die restliche Saison verlief dann jedoch eher durchwachsen für Gojowczyk, sein bestes Ergebnis war das Erreichen der dritten Runde beim Masters-Turnier von Shanghai Anfang Oktober.

### 2019–2020: Durchwachsene Ergebnisse und zwei Halbfinals auf der ATP Tour
2019 erreichte Gojowczyk bis Ende Juli nur wenig zufriedenstellende Ergebnisse. Lediglich bei einem Challenger-Turnier stand er in der dritten Runde, bei allen weiteren Turnieren schied er entweder in der Qualifikation oder spätestens der zweiten Runde im Hauptfeld aus. Überraschend kam daher das ATP-500-Turnier von Washington, wo er bis ins Halbfinale kam. Als Lucky Loser rückte er ins Hauptfeld nach und schlug dort Andrei Rubljow, Alex de Minaur, Milos Raonic und Kyle Edmund. Erst gegen Daniil Medwedew unterlag er dann deutlich in zwei Sätzen. Auf der ATP Tour konnte er die Ergebnisse danach nicht halten und kam bei mehreren Turnieren nie über die erste Runde hinaus, auf der Challenger Tour erreichte er immerhin zwei Mal das Viertelfinale.
2020 erreichte Gojowczyk zum zweiten Mal in seiner Karriere bei den Australian Open die zweite Runde, konnte in der coronabedingt verkürzten Saison ansonsten jedoch keine guten Ergebnisse erreichen. 2021 stand er Anfang Februar zunächst im Halbfinale des Challenger-Turniers von Quimper, ehe er Ende Februar auch das Halbfinale des ATP-250-Turniers von Montpellier erreichte.

### 2021–2023: Achtelfinal-Einzug bei US Open
Bei den US Open 2021 schaffte Peter Gojowczyk erstmals den Sprung in ein Achtelfinale eines Grand-Slam-Turniers. Zunächst hatte er – nach der erfolgreichen Qualifikation für das Hauptfeld – Ugo Humbert und Dušan Lajović jeweils in fünf Sätzen bezwungen, dann setzte er sich mit 3:6, 6:3, 6:1, 6:4 in der dritten Runde gegen Henri Laaksonen durch. Zu diesem Zeitpunkt trat er ohne Coach, ohne Physiotherapeut oder Fitnesstrainer an. Damit verbunden war ein Preisgeld von 265.000 US-Dollar.
Nach seinem Ausscheiden in der Qualifikation des ATP-Turniers in Metz am 4. November 2023 beendete er seine Karriere.

## Davis Cup
Für eine Überraschung sorgte Gojowczyk bei seinem Davis-Cup-Debüt im April 2014 für Deutschland gegen Frankreich, als er Jo-Wilfried Tsonga, zu dem Zeitpunkt die Nummer zwölf der Weltrangliste, in fünf Sätzen besiegte. In seiner zweiten Partie unterlag er Gaël Monfils in zwei Sätzen. 2021 bestritt er gegen Großbritannien seine zweite Begegnung im Davis Cup, bei der er zu seinem dritten und letzten Einsatz im Einzel kam. Dabei hatte er mit 2:6 und 1:6 das Nachsehen gegen Daniel Evans.

## Erfolge
| Legende (Anzahl der Siege)  |
| Grand Slam                  |
| ATP World Tour Finals       |
| ATP World Tour Masters 1000 |
| ATP World Tour 500          |
| ATP World Tour 250 (1)      |
| ATP Challenger Tour (5)     |

| ATP-Titel nach Belag |
| Hartplatz (1)        |
| Sand (0)             |
| Rasen (0)            |

### Einzel

#### Turniersiege

##### ATP World Tour
| Nr. | Datum              | Turnier | Belag         | Finalgegner  | Ergebnis |
| --- | ------------------ | ------- | ------------- | ------------ | -------- |
| 1.  | 24. September 2017 | Metz    | Hartplatz (i) | Benoît Paire | 7:5, 6:2 |

##### ATP Challenger Tour
| Nr. | Datum              | Turnier      | Belag         | Finalgegner     | Ergebnis  |
| --- | ------------------ | ------------ | ------------- | --------------- | --------- |
| 1.  | 16. September 2012 | Ningbo       | Hartplatz     | Jeong Suk-young | 6:3, 6:1  |
| 2.  | 26. Januar 2014    | Heilbronn    | Hartplatz (i) | Igor Sijsling   | 6:4, 7:5  |
| 3.  | 9. November 2014   | Bratislava   | Hartplatz (i) | Farrux Doʻstov  | 7:62, 6:3 |
| 4.  | 20. September 2015 | Nanchang     | Hartplatz     | Amir Weintraub  | 6:2, 6:1  |
| 5.  | 8. Januar 2017     | Happy Valley | Hartplatz     | Omar Jasika     | 6:3, 6:1  |

#### Finalteilnahmen
| Nr. | Datum            | Turnier      | Belag     | Finalgegner      | Ergebnis |
| --- | ---------------- | ------------ | --------- | ---------------- | -------- |
| 1.  | 25. Februar 2018 | Delray Beach | Hartplatz | Frances Tiafoe   | 1:6, 4:6 |
| 2.  | 26. Mai 2018     | Genf         | Sand      | Márton Fucsovics | 2:6, 2:6 |

## Abschneiden bei Grand-Slam-Turnieren

### Einzel
| Turnier         | 2012 | 2013 | 2014 | 2015 | 2016 | 2017 | 2018 | 2019 | 2020 | 2021 | 2022 | 2023 | Karriere |
| --------------- | ---- | ---- | ---- | ---- | ---- | ---- | ---- | ---- | ---- | ---- | ---- | ---- | -------- |
| Australian Open | 1    | Q1   | 1    | 1    | 1    | Q2   | 2    | 1    | 2    | Q1   | 1    | Q3   | 2        |
| French Open     | Q3   | Q1   | Q2   | Q1   | Q3   | Q3   | 1    | 1    | Q1   | 1    | 1    | —    | 1        |
| Wimbledon       | Q1   | Q2   | Q1   | Q1   | Q1   | 2    | 1    | 1    |      | Q1   | 1    | —    | 2        |
| US Open         | Q3   | 2    | 2    | Q3   | Q1   | Q3   | 1    | Q1   | 1    | AF   | 1    | —    | AF       |

Zeichenerklärung: S = Turniersieg; F, HF, VF, AF = Einzug ins Finale / Halbfinale / Viertelfinale / Achtelfinale; 1, 2, 3 = Ausscheiden in der 1. / 2. / 3. Hauptrunde; Q1, Q2, Q3 = Ausscheiden in der 1. / 2. / 3. Qualifikationsrunde; nicht ausgetragen